# Јајовод
Јајовод (лат. Tuba uterina) су парни органи женског репродуктивног система.

## Изглед и грађа
Јајоводи су мишићно слузокожни органи. Цјевастог су облика, благо накривљени. Њихова дужина износи између 14 и 16 cm. Повезани су са горњим дијелом материце, тачније са рогом материце, и смјештени су на оба њена краја. Други крај јајовода је слободан у малој карлици или пелвису. Служе као тунели којима се до материце допремају јајне ћелије из јајника. Њима се такође крећу и сперматозоиди, јер се оплодња јајне ћелије дешава у њима.

## Оплодња
Овулацијом из де Графовог фоликула, зрела јајна ћелија доспијева у лумен јајовода, гдје бива опкољена сперматозоидима који настоје продријети у њу. По пробијању спољашње опне јајне ћелије и уласка сперматозоида у њу, долази до згушњавања опне која на тај начин спречава остале сперматозоиде да продру у њу. При продору у јајну ћелију долази до мијешања садржаја сперматозоида са једром јајне ћелије. 
Оплођена јајна ћелија под дјеловањем перисталтичких покрета јајовода и водене струје која настаје кретањем трепљи епитела у тубама доспијева у шупљину материце и тада долази до нидације, односно имплантације оплођеног јајашцета.

## Регије
Разликују се четири регије јајовода од јајника према утерусу:
- Infundibulum tubae uterinae - који садржи фимбрије
- Ampulla tubae uterinae - најчешће мјесто оплодње
- Isthmus tubae uterinae
- pars interstitialis s. pars uterina - матерични дио јајовода

Infundibulum tubae uterinae је дуг око 2 cm и има облик лијевка. На њему се налазе фимбрије, прстасти наставци, десет до петнаест њих, а најдужа је фимбрија оварица. Ampulla tubae uterinae, мјесто гдје се најчешће дешава оплодња се налази одмах поред инфундибулума, а њена дужина износи од 6 до 8 mm. На њу се надовезује Isthmus tubae uterinae чија дужина износи 3 до 4 cm и који допире до одговарајућег рога утеруса.

## Хистологија
Просјечна дебљина зида јајовода износи 2 до 3 mm и састављен је од три слоја:
- серозни омотач (tunica serosa)
- мишићни слој (tunica muscularis)
- слузокожа (tunica mucosa)

## Обољења
- Упални процеси јајовода
- Ванматерична трудноћа